# تپه لاخی
تپه لاخی مربوط به دوره اشکانیان است و در شهرستان مانه و سملقان، روستای ملا حسن واقع شده و این اثر در تاریخ ۲۳ فروردین ۱۳۴۶ با شمارهٔ ثبت ۷۲۲ به‌عنوان یکی از آثار ملی ایران به ثبت رسیده است.